# 上尾駅

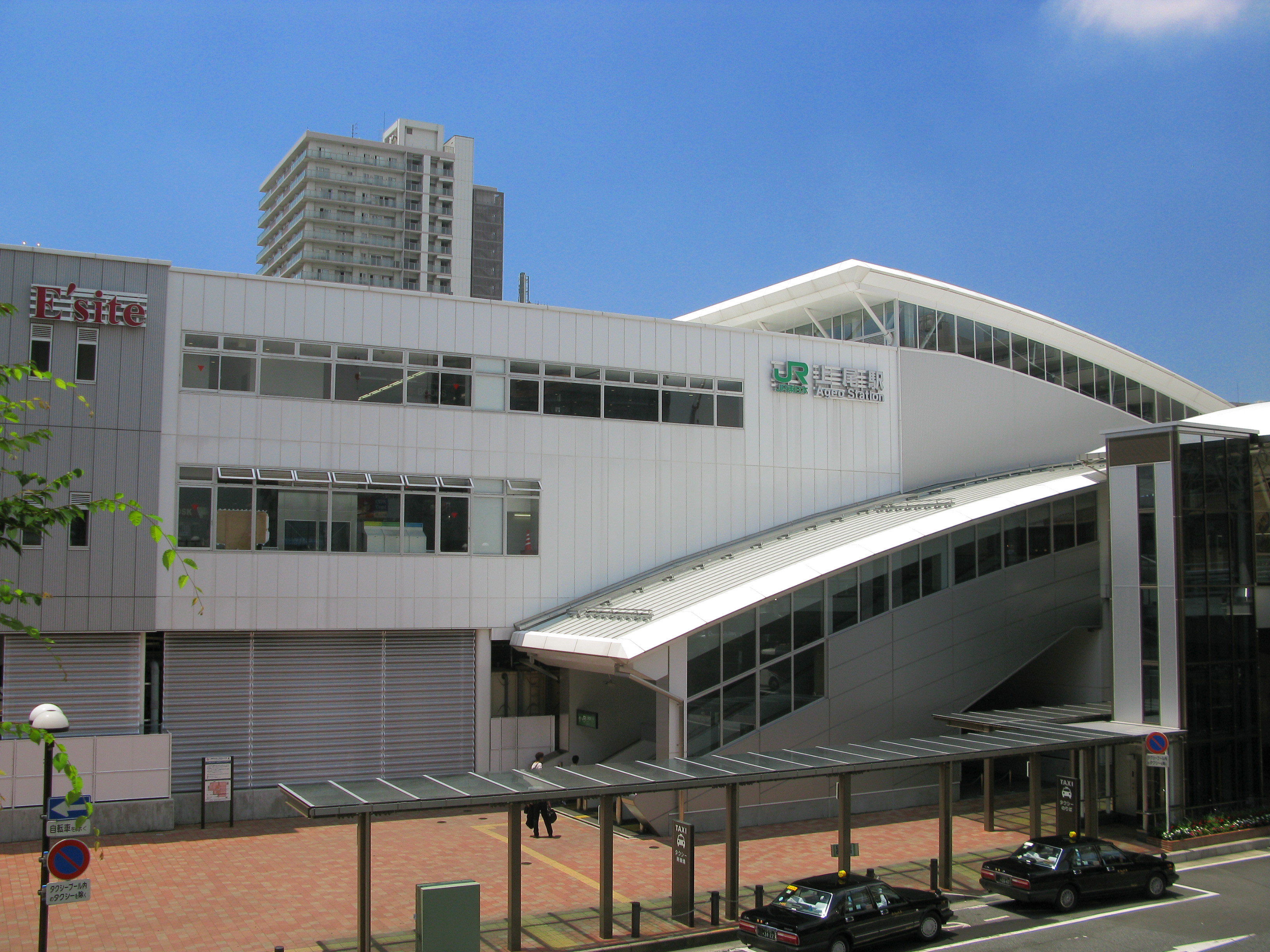
東口（2012年7月）

上尾駅（あげおえき）は、埼玉県上尾市柏座一丁目にある、東日本旅客鉄道（JR東日本）高崎線の駅である。

## 歴史
上尾は中山道の宿場町であったが、沿道の他の宿場と比べると小さかった。1883年（明治16年）に、日本で3番目の鉄道である日本鉄道（現・高崎線）の開業とともに上尾駅が開業した。県内では浦和駅・鴻巣駅・熊谷駅と並んで古い駅となっている。中山道が駅の東を通っていたため、出口はこの東に向けて設けられた。記録に残る最古の利用者数は、1885年（明治18年）の一日141人であった。
1960年（昭和35年）の利用者数は一日平均13,996人であった。この頃から駅西側の宅地開発が始まり、利便性を高めるため、駅の北に東西を結ぶ宏栄橋が1971年（昭和46年）9月18日 に架けられた。1967年（昭和42年）に駅自体の橋上化工事が始まり、1968年（昭和43年）2月に東西を結ぶ自由通路が完成し、同年6月10日に新駅舎での営業が開始された。
1973年（昭和48年）には日本国有鉄道（国鉄）の労働組合による遵法闘争に怒った乗客が暴動を起こし、駅舎や電車を破壊するという騒動が起きている（上尾事件）。
国鉄分割民営化により、夕ラッシュ時に停車駅を減らした快速「タウン」（後に通勤快速）の運転が開始されたが、当駅は通過となった。そのため、上尾市は同じく通過駅となった桶川駅を有する桶川市とともに、JRに対して通勤快速の停車を長年要望し続け、2004年（平成16年）10月のダイヤ改正によって、下り2本に限って2駅への停車が実現した。

### 年表
- 1883年（明治16年）7月28日：日本鉄道により開業[2]。当駅は県内および高崎線内で浦和駅・鴻巣駅・熊谷駅と並び最も古い駅となっている。
- 1896年（明治29年）：駅構内に跨線橋が築造される[5]
- 1906年（明治38年）11月1日：鉄道国有化にともない官設鉄道の駅となる。
- 1911年（明治44年）7月23日：駅構内に庭園が築造され、開園式を挙行する[6]。
- 1923年（大正12年）：関東大震災が発生し駅舎が一部罹災したため修繕される[7]。
- 1935年（昭和10年）2月12日：駅舎が改築され、駅舎の営業開始。なお、落成祝賀式は同年4月7日に駅前広場にて挙行された[7][2]。
- 1960年（昭和35年）6月1日：駅構内の跨線橋が架け換えられ、祝賀会が挙行される[5]。
- 1967年（昭和42年）8月：橋上化の工事開始[5]。
- 1968年（昭和43年）6月10日：新駅舎の営業開始[5]。
- 1969年（昭和44年）12月8日：新駅舎完成。
- 1973年（昭和48年）3月13日：上尾事件発生[5]。
- 1980年（昭和55年）8月21日：貨物の取り扱いを廃止[8]。
- 1983年（昭和58年）9月：東口再開発事業が完了。商業施設群『アリコベール』完成。自由通路と上下ホーム幅が拡幅される。
- 1985年（昭和60年）3月14日：新特急の停車開始。荷物扱い廃止[8]。
- 1987年（昭和62年）4月1日：国鉄分割民営化に伴い、JR東日本の駅となる[8]。同時に旅行センター開設[9]。
- 1995年（平成7年）
  - 2月：西口にペデストリアンデッキが完成。
  - 3月2日：自動改札機を設置し、供用開始[10]。
- 2001年（平成13年）11月18日：ICカード「Suica」の利用が可能となる[広報 1]。
- 2002年（平成14年）3月：「JR上尾駅改修等に係る研究会」発足（官民各団体20名）。
- 2003年（平成15年）3月24日：研究会が「JR上尾駅改修等に係る提言書」を市に提出。
- 2004年（平成16年）10月16日：通勤快速の一部停車開始。
- 2007年（平成19年）
  - 4月19日：臨時市議会で駅舎改修の工事委託契約を承認。
  - 6月23日：3年6か月の期間で駅舎改修工事着工。総工費は40億6,600万円（上尾市負担額 36億5,100万円）。
- 2010年（平成22年）
  - 3月14日：E'site上尾が開業。
  - 6月1日：発車メロディが「上尾市歌」に変更[11]。
- 2011年（平成23年）：駅舎改修工事完成。東西自由通路が8 mから20 mに拡張。
- 2017年（平成29年）3月4日：特急草津号（当時。現在の「草津・四万」号）の停車駅から除外される。
- 2021年（令和3年）3月13日：当駅通過の通勤快速廃止にともない、すべての快速列車の停車駅となる。

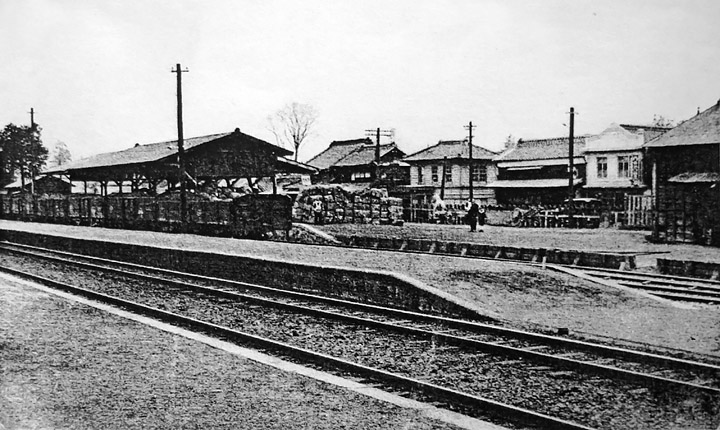
昭和初期の上尾停車場構内
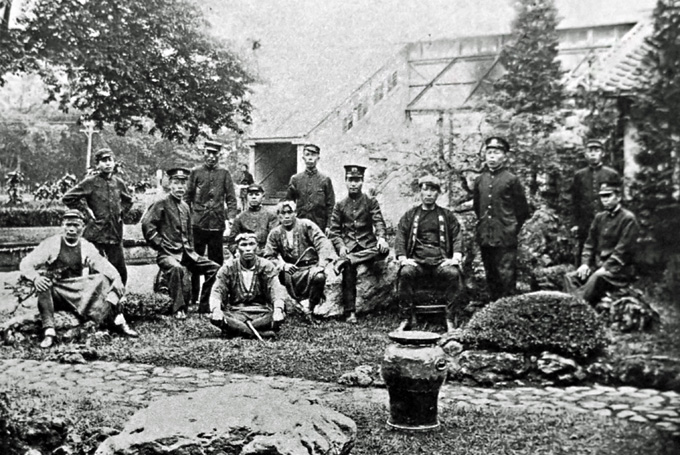
駅構内の庭園と駅員（1916年）
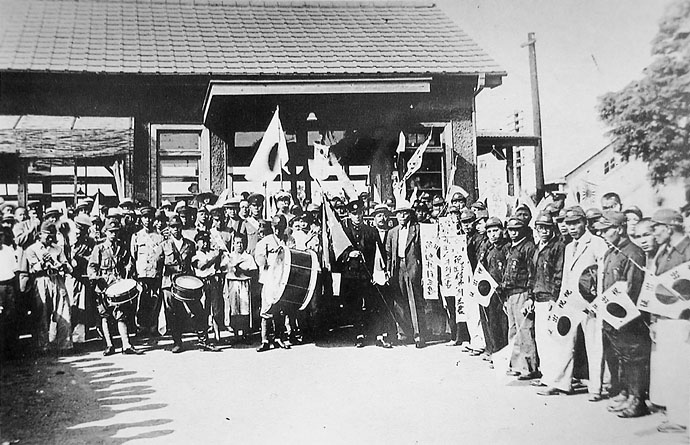
出征兵士の見送り（1937年頃）
旧駅舎（1962年頃）[12]
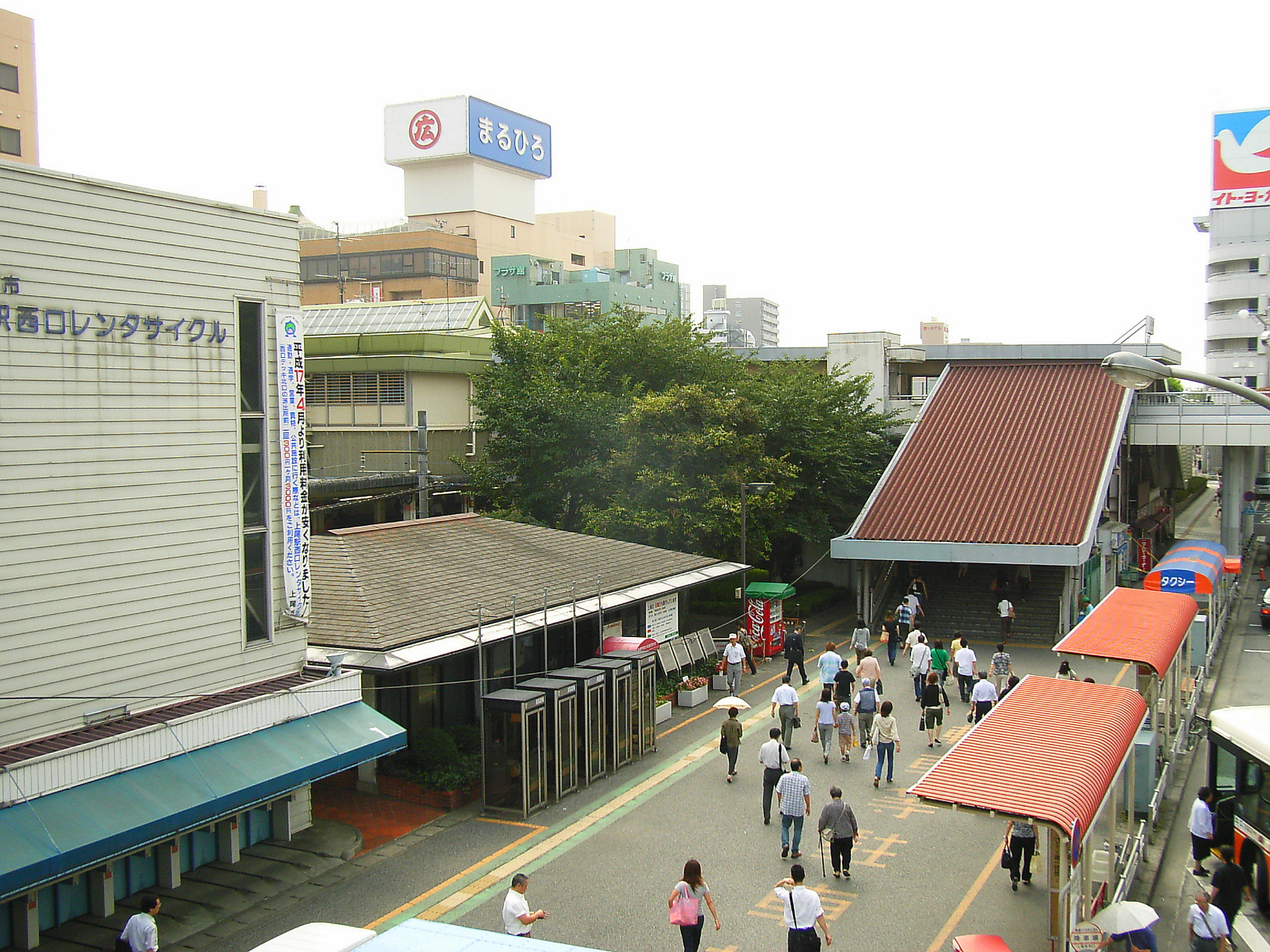
旧橋上駅舎（西口、2005年8月）

## 駅構造
単式ホーム1面1線（1番線）と島式ホーム1面2線（2・3番線）の計2面3線のホームを持つ地上駅で、橋上駅舎を有する。各ホームとコンコースを連絡するエスカレーター、エレベーターが設置されている。
高崎支社所属熊谷統括センター管轄の直営駅（管理駅）で、宮原駅、北上尾駅、桶川駅を管理下に置く。みどりの窓口・指定席券売機、自動改札機が設置されている。改札内にはKIOSK・そば店がある。
駅舎は東西自由通路と一体化し、東西両駅前広場のペデストリアンデッキと連結しており、バスターミナルや商業施設群と連絡する。
- 発車メロディは、2010年6月1日より「上尾市歌」のサビの部分をアレンジしたものが使用されている[13]。それ以前は櫻井音楽工房が制作した曲、2002年4月以前は五感工房が制作した曲が使用されていた。

| 使用時期                                      | 1番線      | 2・3番線       |
| --------------------------------------------- | ---------- | -------------- |
| 1995年（平成7年）3月頃〜2002年（平成14年）3月 | JR-SH2-1   | JR-SH2-1       |
| 2002年（平成14年）4月〜2010年（平成22年）5月  | 雪解け間近 | 小川のせせらぎ |
| 2010年（平成22年）6月〜                       | 上尾市歌B  | 上尾市歌B      |

### のりば
| 番線 | 路線             | 方向 | 行先                       | 備考     |
| ---- | ---------------- | ---- | -------------------------- | -------- |
| 1    | ■ 高崎線         | 上り | 大宮・東京・新宿・横浜方面 |          |
| 1    | ■ 湘南新宿ライン | 上り | 大宮・東京・新宿・横浜方面 |          |
| 1    | ■ 上野東京ライン | 上り | 大宮・東京・新宿・横浜方面 |          |
| 2    | ■ 高崎線         | 下り | 熊谷・高崎・前橋方面       | 一部列車 |
| 3    | ■ 高崎線         | 下り | 熊谷・高崎・前橋方面       |          |

（出典：JR東日本:駅構内図）
- 特急「あかぎ」の一部と湘南新宿ラインの列車は新宿方面に発着する。湘南新宿ラインの列車は新宿駅を経由して大船駅から東海道線へ直通する。上野東京ラインの列車は上野駅を経由して東京駅から東海道線へ直通する。
- 2番線は、一部の下り列車が特急・快速の接続・通過待ちを行う。上り線路からも発着可能だが、2024年現在で上り定期の列車発着はなく、旅客向け案内では上り方面の記載は削除されている。ダイヤ乱れ時は折り返し運転に使用されることがある。
- 下りホームには夕方ラッシュ時における降車客対策を目的としてホームから旅客を分離する空中回廊が設置されていたが、駅舎改修工事のため閉鎖・解体された。

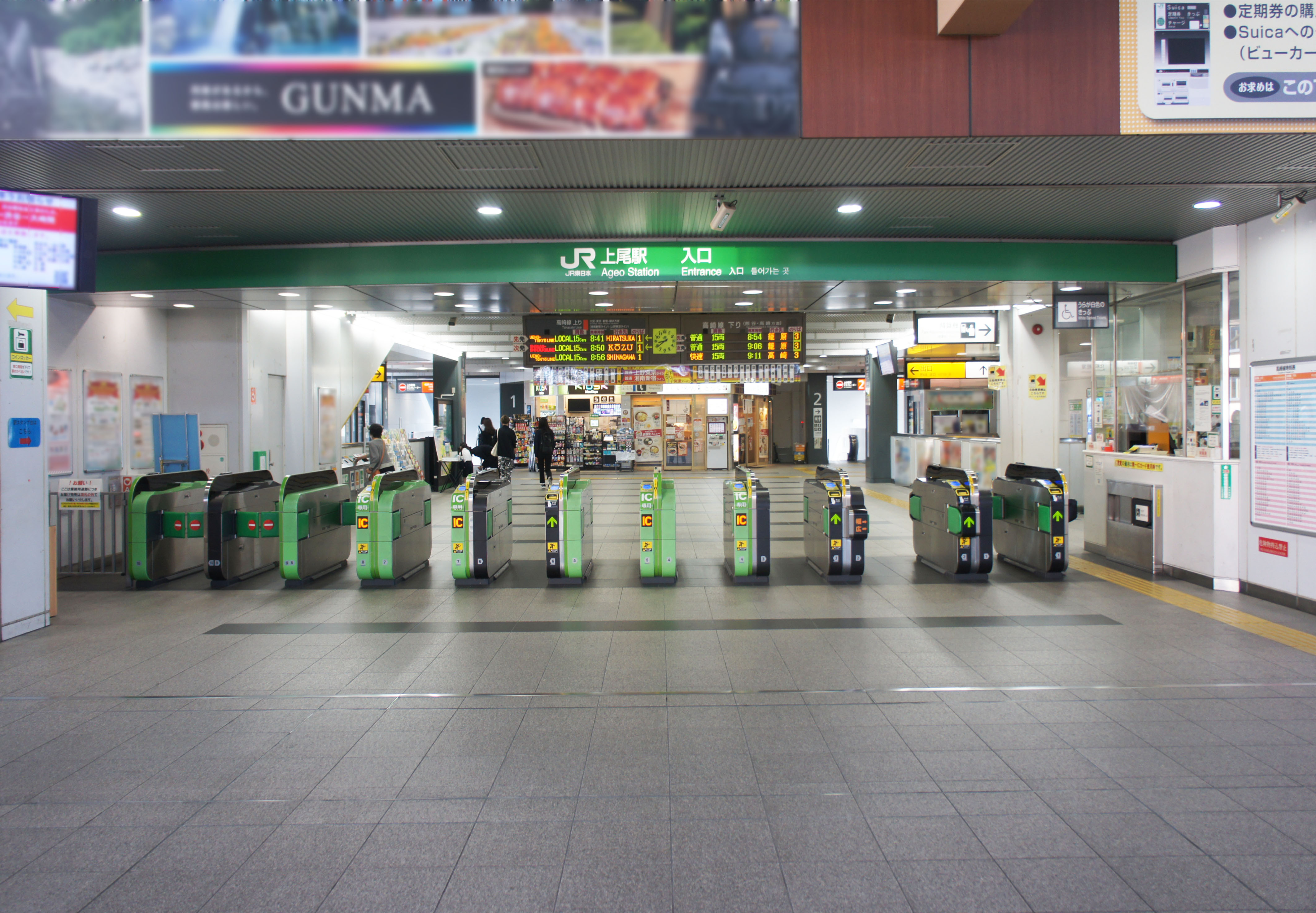
改札口（2021年10月）
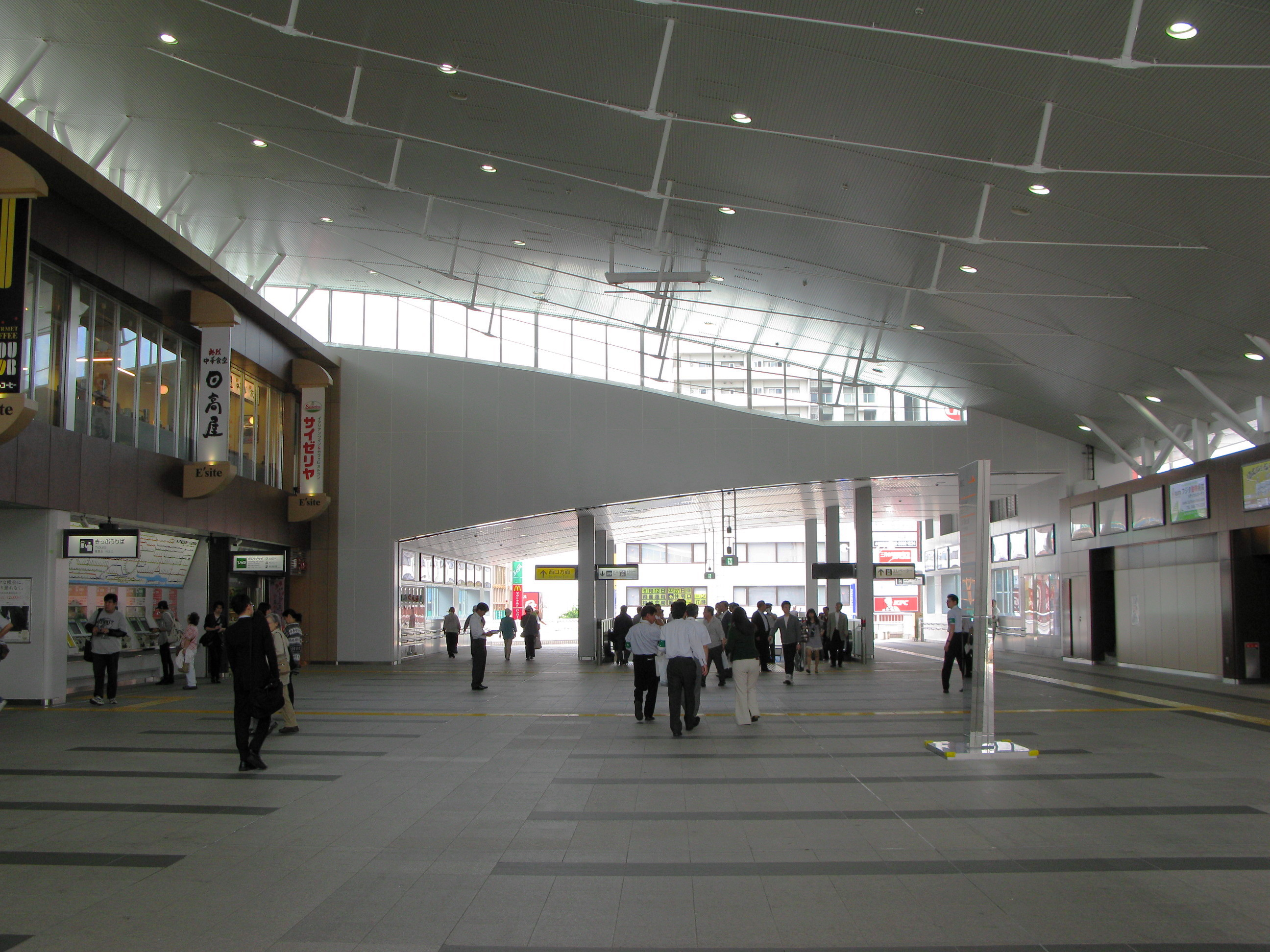
自由通路（2010年6月）
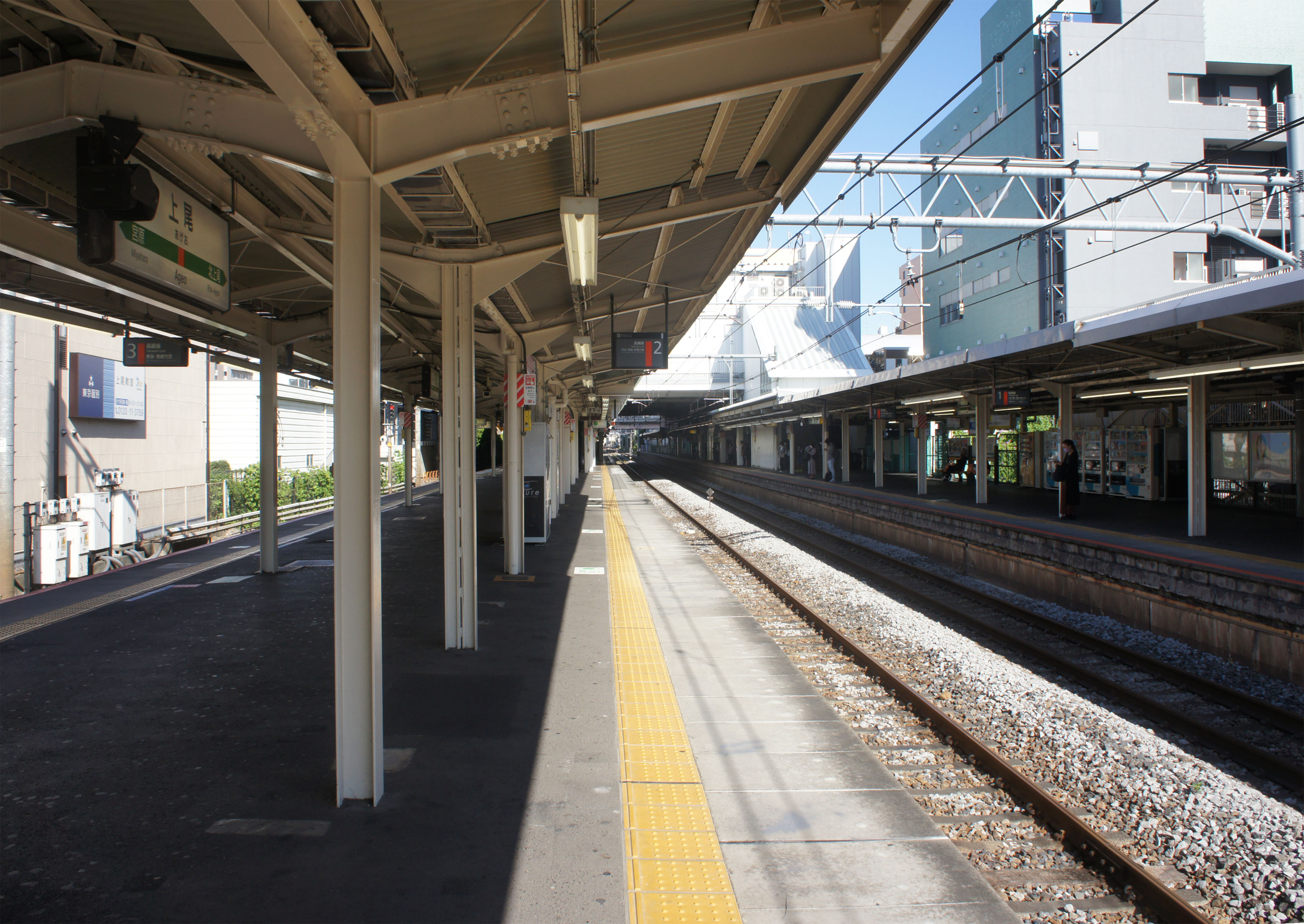
ホーム（2021年10月）

## 利用状況
2023年度（令和5年度）の1日平均乗車人員は38,032人である。高崎線の駅では大宮駅に次ぐ2位であり、高崎線の単独駅または高崎支社の管轄駅では最多である。上越新幹線との乗換駅である熊谷駅や高崎駅よりも1万人程度乗車人員が多い。
1988年度（昭和63年度）以降の1日平均乗車人員の推移は下表のとおりである。年度全体の乗車人員を365（閏日が入る年度は366）で除して1日平均乗車人員を求めており、計算で生じた小数点以下の値は切り捨てているため、定期外と定期の和は必ずしも合計と一致しない。
| 年度               | 1日平均乗車人員 | 1日平均乗車人員 | 1日平均乗車人員 | 出典              |
| 年度               | 定期外          | 定期            | 合計            | 出典              |
| ------------------ | --------------- | --------------- | --------------- | ----------------- |
| 1988年（昭和63年） | 10,133          | 31,757          | 41,890          | [ 上尾 1 ]        |
| 1989年（平成元年） | 10,003          | 30,786          | 40,789          | [ 上尾 2 ]        |
| 1990年（平成02年） | 10,423          | 32,270          | 42,693          | [ 上尾 2 ]        |
| 1991年（平成03年） | 11,397          | 33,525          | 44,922          | [ 上尾 2 ]        |
| 1992年（平成04年） | 11,195          | 33,874          | 45,069          | [ 上尾 2 ]        |
| 1993年（平成05年） | 10,846          | 33,669          | 44,515          | [ 上尾 2 ]        |
| 1994年（平成06年） | 10,854          | 33,175          | 44,029          | [ 上尾 2 ]        |
| 1995年（平成07年） | 10,818          | 32,617          | 43,435          | [ 上尾 2 ]        |
| 1996年（平成08年） | 11,040          | 32,520          | 43,560          | [ 上尾 2 ]        |
| 1997年（平成09年） | 10,880          | 31,820          | 42,700          | [ 上尾 2 ]        |
| 1998年（平成10年） | 10,775          | 31,241          | 42,016          | [ 上尾 2 ]        |
| 1999年（平成11年） | 10,748          | 30,673          | 41,421          | [ 埼玉県統計 1 ]  |
| 2000年（平成12年） | 10,827          | 30,264          | 41,091          | [ 埼玉県統計 2 ]  |
| 2001年（平成13年） | 10,891          | 29,936          | 40,827          | [ 埼玉県統計 3 ]  |
| 2002年（平成14年） | 11,197          | 29,586          | 40,783          | [ 埼玉県統計 4 ]  |
| 2003年（平成15年） | 11,477          | 29.629          | 41,106          | [ 埼玉県統計 5 ]  |
| 2004年（平成16年） | 11,353          | 29,449          | 40,802          | [ 埼玉県統計 6 ]  |
| 2005年（平成17年） | 11,376          | 29,444          | 40,820          | [ 埼玉県統計 7 ]  |
| 2006年（平成18年） | 11,339          | 29,561          | 40,900          | [ 埼玉県統計 8 ]  |
| 2007年（平成19年） | 11,403          | 29,721          | 41,125          | [ 埼玉県統計 9 ]  |
| 2008年（平成20年） | 11,418          | 29,721          | 41,140          | [ 埼玉県統計 10 ] |
| 2009年（平成21年） | 10,980          | 19,611          | 40,591          | [ 埼玉県統計 11 ] |
| 2010年（平成22年） | 10,870          | 29,620          | 40,491          | [ 埼玉県統計 12 ] |
| 2011年（平成23年） | 10,905          | 29,490          | 40,395          | [ 埼玉県統計 13 ] |
| 2012年（平成24年） | 11,352          | 29,647          | 40,999          | [ 埼玉県統計 14 ] |
| 2013年（平成25年） | 11,539          | 30,310          | 41,850          | [ 埼玉県統計 15 ] |
| 2014年（平成26年） | 11,553          | 29,615          | 41,168          | [ 埼玉県統計 16 ] |
| 2015年（平成27年） | 11,679          | 30,090          | 41,770          | [ 埼玉県統計 17 ] |
| 2016年（平成28年） | 11,609          | 30,137          | 41,747          | [ 埼玉県統計 18 ] |
| 2017年（平成29年） | 11,860          | 30,150          | 42,010          | [ 埼玉県統計 19 ] |
| 2018年（平成30年） | 11,934          | 30,276          | 42,210          | [ 埼玉県統計 20 ] |
| 2019年（令和元年） | 11,421          | 30,233          | 41,655          | [ 埼玉県統計 21 ] |
| 2020年（令和02年） | 7,420           | 24,605          | 32,025          |                   |
| 2021年（令和03年） | 8,890           | 25,003          | 33,893          |                   |
| 2022年（令和04年） | 10,453          | 25,882          | 36,335          |                   |
| 2023年（令和05年） | 11,267          | 26,765          | 38,032          |                   |

## 駅周辺
高崎線は南東から北西に走っており、北東側を東口、南西側を西口としている。両側とも駅前広場があり、東西自由通路と連結したペデストリアンデッキが設置されている。

### 東口
- アリコベール - 丸広百貨店・上尾東武ホテル
- 旧中山道（埼玉県道164号鴻巣桶川さいたま線）
- 上尾市役所
- 上尾市図書館
- 上尾宮本町郵便局
- ベルーナ本社
- 埼玉りそな銀行上尾支店
- 武蔵野銀行上尾支店
- 東和銀行上尾支店
- 国道17号（中山道）
- 埼玉県道133号上尾停車場線 - 駅前通り

### 西口
- 上尾市役所上尾駅出張所
- 上尾郵便局
- 上尾柏座郵便局
- 上尾中央総合病院
- 上尾ショーサンプラザ - イトーヨーカドー
- みずほ銀行上尾支店
- 三菱UFJ銀行上尾支店
- 埼玉りそな銀行上尾西口支店
- 大光銀行上尾支店
- モンシェリー（アーケード商店街）

## バス路線
東武バスウエスト大宮営業事務所（東口）・東武バスウエスト上尾営業所（西口）・朝日自動車菖蒲営業所・丸建つばさ交通「けんちゃんバス」の路線が発着し、上尾市内循環バス「ぐるっとくん」（東武バスウエスト・協同バス・丸建つばさ交通に運行委託）も発着する。かつては東武バスが一円に路線網を保有していたが、東口では基幹路線を除いて朝日自動車に移管された。
その他、降車専用であるが国際興業バスの深夜中距離バス「ミッドナイトアロー上尾・鴻巣」も当駅東口を経由する。
路線の詳細は各事業者・営業所の記事を参照。

### 西口
1番乗り場（東武バスウエスト）
- 尾11・尾12：西上尾車庫行
- 尾13：西上尾第一団地行

2番乗り場（東武バスウエスト）
- 尾21：西上尾第一団地行

3番乗り場（東武バスウエスト）
- 尾31：西上尾第二団地行
- 尾32：リハビリセンター行（上尾市運行バス[14]）

5番乗り場（東武バスウエスト・ぐるっとくん）
- 扇02：秀明英光高校行
- 大石領家北上尾線
- 大石桶川線
- 平方丸山公園線
- 平方小敷谷循環

6番乗り場（東武バスウエスト）
- 尾61：リハビリセンター行
- 尾62：平方行
- 尾63：丸山公園行
- 川越06：埼玉医大行、川越駅行
- 扇02：指扇駅行
- 空港連絡バス（上尾駅・桶川駅 - 羽田空港線）：羽田空港行

駐輪場前乗り場（ぐるっとくん）
- 大谷循環
- 原市瓦葺線

※4番乗り場は欠番だが、3番乗り場と5番乗り場の間にUDトラックス上尾工場行の通勤バス乗り場がある。

### 東口
1番乗り場（東武バスウエスト）
- 大51：大宮駅東口行

2番乗り場（東武バスウエスト）
- 尾52：吉野町車庫行
- 佐野プレミアム・アウトレット行（注：不定期運行ツアー扱い、予約制、片道のみの利用不可）

3番乗り場（朝日自動車）
- AG81・AG82：平塚循環線
- AG91〜AG93：羽貫駅・伊奈学園方面

4番乗り場（朝日自動車）
- AG71〜AG73：がんセンター・伊奈役場方面
- HO21・HO22：東大宮駅行（上尾市運行バス[14]）

5番乗り場
- けんちゃんバス
  - 5・7：蓮田駅西口行
  - 埼玉アイスアリーナ・県立武道館行（直行シャトル便）- 土・日・祝日運行。
- ぐるっとくん
  - 原市平塚循環
  - 上平菅谷北上尾線
  - 上平箕の木循環

6番乗り場
- 送迎バス・臨時バス乗り場。

## 隣の駅
東日本旅客鉄道（JR東日本）
■高崎線
- 特急「あかぎ」・■特別快速・■快速「アーバン」

大宮駅 (JU 07・JS 24) - 上尾駅 - 桶川駅
■普通
宮原駅 - 上尾駅 - 北上尾駅

### 記事本文

##### 広報資料・プレスリリースなど一次資料
1. ↑  “Suicaご利用可能エリアマップ（2001年11月18日当初）” (PDF).   東日本旅客鉄道. 2019年7月27日時点のオリジナルよりアーカイブ。2020年4月30日閲覧。

### 利用状況
JR東日本の1日平均利用客数
JR東日本の統計データ
1. ↑  埼玉県統計年鑑 - 埼玉県
2. ↑  統計あげお - 上尾市

JR東日本の1999年度以降の乗車人員
1. 1 2 3 4  各駅の乗車人員（2023年度） - JR東日本
2. ↑  各駅の乗車人員（1999年度） - JR東日本
3. ↑  各駅の乗車人員（2000年度） - JR東日本
4. ↑  各駅の乗車人員（2001年度） - JR東日本
5. ↑  各駅の乗車人員（2002年度） - JR東日本
6. ↑  各駅の乗車人員（2003年度） - JR東日本
7. ↑  各駅の乗車人員（2004年度） - JR東日本
8. ↑  各駅の乗車人員（2005年度） - JR東日本
9. ↑  各駅の乗車人員（2006年度） - JR東日本
10. ↑  各駅の乗車人員（2007年度） - JR東日本
11. ↑  各駅の乗車人員（2008年度） - JR東日本
12. ↑  各駅の乗車人員（2009年度） - JR東日本
13. ↑  各駅の乗車人員（2010年度） - JR東日本
14. ↑  各駅の乗車人員（2011年度） - JR東日本
15. 1 2 3  各駅の乗車人員（2012年度） - JR東日本
16. 1 2 3  各駅の乗車人員（2013年度） - JR東日本
17. 1 2 3  各駅の乗車人員（2014年度） - JR東日本
18. 1 2 3  各駅の乗車人員（2015年度） - JR東日本
19. 1 2 3  各駅の乗車人員（2016年度） - JR東日本
20. 1 2 3  各駅の乗車人員（2017年度） - JR東日本
21. 1 2 3  各駅の乗車人員（2018年度） - JR東日本
22. 1 2 3  各駅の乗車人員（2019年度） - JR東日本
23. 1 2 3  各駅の乗車人員（2020年度） - JR東日本
24. 1 2 3  各駅の乗車人員（2021年度） - JR東日本
25. 1 2 3  各駅の乗車人員（2022年度） - JR東日本

埼玉県統計年鑑
1. ↑  平成12年
2. ↑  平成13年
3. ↑  平成14年
4. ↑  平成15年
5. ↑  平成16年
6. ↑  平成17年
7. ↑  平成18年
8. ↑  平成19年
9. ↑  平成20年
10. ↑  平成21年
11. ↑  平成22年
12. ↑  平成23年
13. ↑  平成24年
14. ↑  平成25年
15. ↑  平成26年
16. ↑  平成27年
17. ↑  平成28年
18. ↑  平成29年
19. ↑  平成30年
20. ↑  令和元年
21. ↑  令和2年

統計あげお
1. ↑  上尾市総務部庶務課『統計あげお -平成3年度版-』上尾市総務部庶務課、1992年3月、67頁。
2. 1 2 3 4 5 6 7 8 9 10  上尾市総務部庶務課『統計あげお -平成11年度版-』上尾市総務部庶務課、2000年3月、81頁。
3. 1 2 3 4 5 6  上尾市総務部庶務課『統計あげお -平成14年度版-』上尾市総務部庶務課、2003年3月、81頁。
4. 1 2 3 4 5 6 7 8 9 10  上尾市総務部庶務課『統計あげお -平成19年度版-』上尾市総務部庶務課、2008年3月、76頁。
5. 1 2 3 4 5 6 7 8 9 10  上尾市総務部庶務課『統計あげお -平成24年度版-』上尾市総務部庶務課、2013年3月、79頁。